# Tobias Hysén
Glenn Tobias Hysén (Gotebörg, 9 maart 1982) is een Zweedse voetballer die op de linkervleugel maar soms ook als aanvallende middenvelder fungeert. Hij speelt voor IFK Göteborg en voor de Zweedse nationale ploeg. Hij is de zoon van oud-voetballer Glenn Hysén. Halverwege de jaren tachtig bracht hij gedeeltelijk zijn jeugd door in Nederland, omdat zijn ouders gescheiden waren en zijn vader in Eindhoven voetbalde.

## Clubcarrière
In 2002 tekende Hysen bij BK Hacken, hij speelde 66 wedstrijden in de A-selectie en het laatste seizoen maakte hij indruk door 12 goals te scoren.

### Djurgardens IF
In 2004 maakte hij de overstap naar Djurgardens IF, waar hij een vierjarig contract tekende (tot 2008. Gedurende deze periode veroverde hij met zijn club de landstitel in 2005. Hij is linksvoetig en werd als linkervleugel spits vaak opgesteld, echter soms ook als target spits.

### Sunderland
Op 23 augustus 2006 tekende Tobias een contract bij het Engelse Sunderland, waarbij een bedrag van £ 1,7 miljoen pond was gemoeid. Hysen maakte direct indruk door bij de start van de competitie tegen West Bromwich Albion de eerste goal voor te bereiden en zijn flamboyante spel daarbij. Echter onder manager Roy Keane kreeg Hysen weinig speelkansen en werd Ross Wallace boven hem verkozen. Ondanks dit scoorde Hysen zijn eerste goal tegen Leicester City in een 1-1 gelijk spel, waarbij hij als invaller inviel. Eind juli 2007 vroeg Hysen om terug te mogen keren naar zijn geboorteland Zweden. Achteraf zei hij hierover dat hij en zijn vriendin zich in Sunderland nooit thuis hadden gevoeld.
Hij won met Sunderland het kampioenschap in het seizoen 2006/2007, waardoor de club promoveerde naar de Premier League.

### IFK Goteborg
Op 25 augustus 2007 verhuisde Hysén vanuit Sunderland naar IFK Göteborg voor een onbekend bedrag. Hij werd daarmee het vijfde familielid dat actief werd voor die club. Hysén was samen met Wanderson do Carmo topscorer in de Allsvenskan in het seizoen 2009 met 18 goals. In het seizoen 2010 ging Hysen gebukt onder kleine blessures, wat hem ervan weerhield om op de top van zijn kunnen te presteren, het lukte hem wel nog 10 goals te scoren in dat seizoen. Hij wordt door kenners gezien als een van de beste spelers in de competitie. In het seizoen 11 was Tobias wederom op dreef door in 29 wedstrijden 16 goals te maken, wat hem tweede topschutter maakte achter Mathias Ranégie. Op 25 juli 2011 scoorde Hysén een hattrick (drie goals) in de wedstrijd Göteborg-Halmstad, eindstand werd 3-1.
Het seizoen 2012 was voor Hysen een mindere, met 30 wedstrijden en 6 goals. Halverwegen het seizoen 2013 scoorde Hysen in 20 wedstrijden 12 keer, uiteindelijk scoorde hij 14 goals in 26 wedstrijden.

## Erelijst
Djurgårdens IF
- Zweedse beker

2005
 IFK Göteborg
- Zweedse beker

2013